# Bockhorn (Friesland)
Bockhorn er en kommune i Landkreis Friesland i den tyske delstat Niedersachsen,. Den ligger omkring 15 km sydvest for Wilhelmshaven, og 30 km nordvest for Oldenburg. Historisk lå den i den tidligere stat Oldenburger Land

## Geografi
Bockhorn grænser mod vest og nord til kommunen Zetel, mod øst til byen Varel (begge i Landkreis Friesland) og mod syd til byen Westerstede og kommunen Wiefelstede (begge i Landkreis Ammerland). Mod nordøst ligger Bockhorn på en fire kilometer lang strækning ud til Jadebusen, der er en havbugt af Nordsøen.

### Inddeling
I kommunen Bockhorn er der udover byen Bockhorn disse landsbyer og bebyggelser:
Adelheidsgroden, Blauhand, Bockhornerfeld, Bredehorn, Ellenserdammersiel, Goehlriehenfeld, Grabstede, Jührdenerfeld, Kranenkamp, Moorwinkelsdamm, Osterforde, Petersgroden og Steinhausen.

## Personer fra Bockhorn
- Diedrich Uhlhorn (1764-1832), opfinder